# Al-Qaeda no Magrebe Islâmico
Al Qaeda no Magrebe Islâmico (em árabe: تنظيم القاعدة في بلاد المغرب الإسلامي, translit. Tanẓīm al-Qā'idah fī Bilād al-Maghrib al-Islāmī, AQMI) é uma organização militar e terrorista de ideologia salafita jihadista, surgida em 2007 quando o Grupo Salafita para Pregação e Combate, um grupo argelino nascido de uma dissidência do Grupo Islâmico Armado, jurou sua lealdade à al-Qaeda.

## Histórico
Sunitas e defensores da jihad (guerra santa) em todos os países do Norte da África contra os interesses ocidentais, o grupo terrorista AQMI tem suas origens no Grupo Salafita para a Pregação e o Combate (GSPC), que surgiu em 1998 de uma cisão do Grupo Islâmico Armado por Hassan Hattab e pelo mufti Ahmed Zarabib. Desde 2002 o GSPC tinha laços com a rede al Qaida, a quem se vinculou definitivamente em 2006.

## Principais ações

Mapa em espanhol mostra a zona de operações do antigo Grupo Salafita para a Pregação e o Combate

- Em 3 de janeiro de 2003, emboscada contra o exército argelino matou 43 militares e feriu outros 19, na região de Teniet el Abed (Argélia). No mesmo ano, o grupo sequestrou 23 europeus.
- Em julho de 2005, um atentado assassinou 17 mauritanos.
- Em 11 de abril de 2007, dois atentados suicidas quase simultâneos com carros-bomba atingiram o palácio do governo e uma delegacia de polícia deixaram 33 mortos em Argel.
- Em 11 de julho, dez militares morreram e outros 35 ficaram feridos em um ataque suicida contra um quartel no sudeste do país.
- Em setembro de 2007, um homem-bomba explodiu uma bomba em Batna (leste da Argélia) e provocou a morte de pelo menos 15 pessoas e 114 feridos[3]. Dois dias depois, um novo atentado terrorista - dirigido contra o presidente argelino Abdelaziz Buteflika - assassinou 30 pessoas e feriu 47, em Dellys (litoral da Argélia)[4].
- Em 11 de dezembro de 2007, dois atentados suicidas — um deles contra a sede do Alto Comissariado das Nações Unidas para os Refugiados — causaram ao menos 62 mortes, na capital argelina[5].
- Cancelamento do Rali Dakar de 2008, devido a ameaças de terrorismo da Organização.
- Em 28 de abril de 2011 uma bomba detonada remotamente destruiu um café em Marraquexe, Marrocos, causando 17 mortos e 25 feridos a maior parte deles turistas de várias nacionalidades. Embora a Al Qaeda negue quaisquer responsabilidades, as autoridades marroquinas atribuem a autoria do atentado à Al Qaida no Magreb Islâmico.[6]
- Ataque ao Hotel Radisson em Bamako de 2015 — as notícias divulgadas nas horas seguintes ao ataque apontam para ter sido uma ação conjunta entre a al Qaida no Magreb Islâmico e o grupo al-Murabitun (igualmente jihadista).[7]
- Atentado em Ouagadougou em 2016[8]

## Líderes
- Abdelhamid Abou Zeid